# Gordon Mumma
Gordon Mumma   (Framingham, 30 de març de 1935) és un compositor nord-americà. És conegut sobretot pel seu treball amb l'electrònica, molts aparells dels quals construeix ell mateix, i per les seves actuacions amb trompa.

## Biografia
Mumma va entrar a la Universitat de Michigan el 1952 als 17 anys, després d'abandonar l'escola secundària. Va abandonar Michigan després d'un any, però les connexions que va fer a Ann Arbor van ser la base de bona part de la seva carrera musical. Els seus primers treballs van ser en el piano, i el seu desenvolupament musical es va inspirar en compositors tradicionals com Bach i Haydn, així com en compositors moderns com Bartók, Schoenberg, Webern i Ives.
Les actuacions de Mumma al piano sovint eren en el context de conjunts de piano, associades amb John Cage, David Tudor i altres intèrprets. Va fer una gira internacional a la dècada de 1960 en una col·laboració de dos pianos amb Robert R Ashley. Va ser cofundador de l'"Ann Arbor's Cooperative Studio for Electronic Music" amb Ashley el 1958–66, va ser cofundador del Festival ONCE el 1961–66 a Ann Arbor, va ser compositor resident a la "Merce Cunningham Dance Company" al costat de Cage i Tudor de 1966–74, i va ser membre de la "Sonic Arts Union" amb Ashley, Alvin Lucier i David Behrman.
Mumma va ser professor de música a la Universitat de Califòrnia a Santa Cruz de 1975 a 1994, on els seus estudiants de composició incloïen Chris Brown, Joe Hannan, Dan Keller, Daniel James Wolf, Jonathan Segel i Mamoru Fujieda. Mumma també té una estreta associació amb el "Mills College" d'Oakland, Califòrnia, on va ser el professor Darius Milhaud el 1981, el compositor visitant distingit el 1989 i el compositor en residència de Jean Macduff Vaux el 1999. Va rebre el premi John Cage de la Fundació per a les Arts Contemporànies (2000).
Actualment, Mumma viu a Victòria, Colúmbia Britànica, on continua component.

## Pel·lícules
- 1976 - Music With Roots in the Aether: Opera for Television. Tape 4: Gordon Mumma. Produced and directed by Robert Ashley. New York, New York: Lovely Music.[1]